# San Juan Guichicovi
San Juan Guichicovi är en ort i Mexiko.   Den ligger i kommunen San Juan Guichicovi och delstaten Oaxaca, i den sydöstra delen av landet, 500 km sydost om huvudstaden Mexico City. San Juan Guichicovi ligger 264 meter över havet och antalet invånare är 4 371.
Terrängen runt San Juan Guichicovi är kuperad västerut, men österut är den platt. Terrängen runt San Juan Guichicovi sluttar österut. Runt San Juan Guichicovi är det ganska glesbefolkat, med 28 invånare per kvadratkilometer. Närmaste större samhälle är Matías Romero, 10,9 km sydost om San Juan Guichicovi. Omgivningarna runt San Juan Guichicovi är en mosaik av jordbruksmark och naturlig växtlighet.